# Jill Pool
Jill Pool (Engels: Jill Pole) is een personage uit De zilveren stoel en Het laatste gevecht van De Kronieken van Narnia door C.S. Lewis.
Jill zit op dezelfde school (Het Experiment) als Eustaas, waar ze, net als veel andere leerlingen, veel wordt gepest.

## De zilveren stoel
Als ze op een dag staat te huilen, omdat ze gepest is, komt Eustaas aanlopen, die haar over Narnia vertelt. Nadat ze Aslan hebben gevraagd om in Narnia te komen, komt er een stel pestkoppen aan om hen op te halen. Jill en Eustaas gaan door een deur heen en zijn dan eensklaps in het Land van Aslan.
Eustaas valt tijdens een ruzie van de berg waarop het Land van Aslan ligt. Als Jill na een huilbui naar water gaat zoeken, komt zij Aslan tegen, die haar de opdracht geeft prins Rillian te gaan zoeken en hem terug te brengen zodat hij koning van Narnia kan worden. Aslan geeft haar vier aanwijzingen om de prins te vinden. Daarna blaast hij haar van de berg af, achter Eustaas aan.
Via een luchtreis komt ze aan bij Cair Paravel, waar ze Eustaas weer vindt. Glimveer, de uil, ziet hen komen en brengt hen naar Trompoen. Via een list worden ze naar Puddelglum gebracht, die samen met hen naar het noorden vertrekt. Via de Wilde landen van het Noorden, waar ze aan mensenetende reuzen ontsnappen, komen ze in het Onderland, waar ze de prins vinden, betoverd door de Vrouwe met het Groene Gewaad. Als zij gedood is en de betovering is verbroken, gaan ze samen terug naar Narnia.
Daar maken ze mee hoe Caspian sterft en worden ze door Aslan weer meegenomen naar het Land van Aslan. Daar komt Caspian weer tot leven. Samen met Caspian en Eustaas mag ze de pestkoppen van Het Experiment straffen, Jill krijgt hiervoor van Aslan een zweep. De mooie kleding uit Narnia gebruikt ze later op een bal.
Jill is in het verhaal banger dan Eustaas, maar die was al eerder in Narnia geweest. Ook vergeet ze de aanwijzingen van Aslan. Maar ze geeft Puddelglum bij het afscheid wel een zoen, wat Puddelglum niet van haar verwachtte.

## Het laatste gevecht
Hierin komen ze Tirian te hulp, die strijdt tegen Draaier en zijn vrienden. Als Tirian de kinderen die Narnia kennen oproept, komen Jill en Eustaas aan om hem te bevrijden. Samen vluchten ze naar een toren, waar ze zich bewapenen en teruggaan om Juweel te bevrijden. Tirian prijst Jill daar voor de manier waarop zij sluipt.
Jill bevrijdt Puzzel, die voor Aslan speelt. Ze voorkomt dat Tirian Puzzel doodt. Samen gaan ze terug naar de toren. Als ze terug willen naar Cair Paravel, krijgen ze de boodschap dat Cair Paravel veroverd is door de Calormeners. Ze gaan terug en in de strijd die dan ontbrandt, blijkt Jill een goede boogschutter, maar ze wordt toch door de deur van de stal gegooid.
Door de stal komt ze in het nieuwe Narnia, een soort "hemel", waar ze met de Pevensies Tirian ontvangt. Hier krijgt zij ook te horen dat zij voorgoed hier zal blijven leven, omdat zij bij een treinongeluk, toen zij naar Narnia werd geroepen, omkwam, net als de Pevensies.